# Indianapolis 500 in 1922
De 10e Indianapolis 500 werd gereden op dinsdag 30 mei 1922 op de Indianapolis Motor Speedway. Amerikaans coureur Jimmy Murphy won de race in een Duesenberg-Miller.

## Startgrid
| Rij | Binnen            | Midden          | Buiten          |
| --- | ----------------- | --------------- | --------------- |
| 1   | Jimmy Murphy      | Harry Hartz     | Ralph DePalma   |
| 2   | Leon Duray        | Ralph Mulford   | Roscoe Sarles   |
| 3   | Jerry Wonderlich  | Frank Elliott   | Ira Vail        |
| 4   | Pete DePaolo      | Cliff Durant    | Tom Alley       |
| 5   | I. P. Fetterman   | Ora Haibe       | Lora Corum      |
| 6   | Cannonball Baker  | Joe Thomas      | Wilbur D'Alene  |
| 7   | W. Douglas Hawkes | Jules Ellingboe | C. Glenn Howard |
| 8   | Jules Goux        | Eddie Hearne    | Tommy Milton    |
| 9   | Art Klein         | Howdy Wilcox    | Jack Curtner    |

## Race
| #                                  | Coureur           | Auto              | Ronden | Opgave     |
| ---------------------------------- | ----------------- | ----------------- | ------ | ---------- |
| 1                                  | Jimmy Murphy      | Duesenberg-Miller | 200    |            |
| 2                                  | Harry Hartz       | Duesenberg        | 200    |            |
| 3                                  | Eddie Hearne      | Ballot            | 200    |            |
| 4                                  | Ralph DePalma     | Duesenberg        | 200    |            |
| 5                                  | Ora Haibe         | Duesenberg        | 200    |            |
| 6                                  | Jerry Wonderlich  | Duesenberg        | 200    |            |
| 7                                  | I. P. Fetterman   | Duesenberg        | 200    |            |
| 8                                  | Ira Vail          | Duesenberg        | 200    |            |
| 9                                  | Tom Alley         | Frontenac         | 200    |            |
| 10                                 | Joe Thomas        | Duesenberg        | 200    |            |
| 11                                 | Cannonball Baker  | Frontenac         | 200    |            |
| 12                                 | Cliff Durant      | Miller            | 200    |            |
| 13                                 | W. Douglas Hawkes | Bentley           | 200    |            |
| 14                                 | C. Glenn Howard   | Ford              | 160    |            |
| 15                                 | Wilbur D'Alene    | Frontenac         | 160    |            |
| 16                                 | Frank Elliott     | Miller            | 195    | Mechanisch |
| 17                                 | Lora Corum        | Frontenac         | 169    | Mechanisch |
| 18                                 | Jack Curtner      | Ford              | 165    | Mechanisch |
| 19                                 | Ralph Mulford     | Frontenac         | 161    | Mechanisch |
| 20                                 | Pete DePaolo      | Frontenac         | 110    | Ongeval    |
| 21                                 | Art Klein         | Frontenac         | 105    | Mechanisch |
| 22                                 | Leon Duray        | Frontenac         | 94     | Mechanisch |
| 23                                 | Roscoe Sarles     | Frontenac         | 88     | Mechanisch |
| 24                                 | Tommy Milton      | Milton-Miller     | 44     | Mechanisch |
| 25                                 | Jules Goux        | Ballot            | 25     | Mechanisch |
| 26                                 | Jules Ellingboe   | Duesenberg        | 25     | Ongeval    |
| 27                                 | Howdy Wilcox      | Peugeot           | 7      | Mechanisch |
| Gemiddelde snelheid : 152,057 km/h |                   |                   |        |            |